# ALC-0315
ALC-0315是一种合成脂，为油状物质。它是BioNTech和輝瑞的SARS-CoV-2疫苗和BNT162b2疫苗的賦形劑，为脂质纳米颗粒（LNP）的四成分之一，LNP封装并保护了药物中脆弱的有效成分mRNA。
在体内pH下，ALC-0315带正电荷，它可以和带负电荷的mRNA相互作用。这些纳米颗粒在体外和体内都可以促进核酸（如寡核苷酸或信使RNA）的吸收。

## 合成
ALC-0315的合成方法如下：